# Rémi Cavagna
Pour les articles homonymes, voir Cavagna.
Rémi Cavagna, né le 10 août 1995 à Clermont-Ferrand (Puy-de-Dôme), est un coureur cycliste français. Surnommé le « TGV de Clermont-Ferrand », il a notamment remporté le championnat de France du contre-la-montre en 2020 et 2023, le championnat de France sur route en 2021, une étape du Tour d'Espagne 2019, et fut le meilleur combatif du Tour d'Espagne 2020.

## Biographie

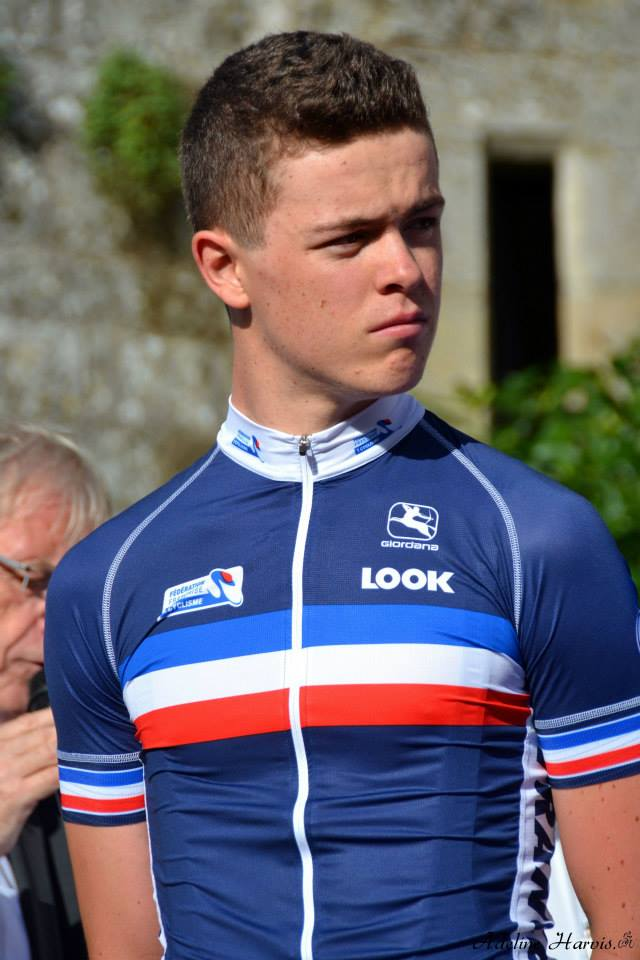
Rémi Cavagna au Trophée Centre Morbihan 2013.

### Débuts cyclistes et carrière chez les amateurs
Rémi Cavagna naît à Clermont-Ferrand (Puy-de-Dôme) le 10 aout 1995.
Après avoir pratiqué la course à pied, il débute dans le VTT à 14 ans ; il s'oriente cependant assez rapidement vers le cyclisme sur route.
Il devient vite un des meilleurs coureurs français. Le licencié de Cournon-d'Auvergne va très vite se distinguer comme spécialiste du contre-la-montre cycliste. Il obtient ainsi en 2012 la médaille de bronze du championnat de France de contre-la-montre juniors et en 2013 la médaille de bronze du championnat d'Europe de contre-la-montre juniors.
En 2014, il devient champion de France du contre-la-montre universitaire et remporte la troisième étape du Tour de Mareuil-Verteillac-Ribérac. Il termine également second du championnat de France du contre-la-montre espoirs et du Chrono des Nations-Les Herbiers-Vendée espoirs.
En 2015, il remporte le championnat de France du contre-la-montre espoirs devant Marc Fournier et Nans Peters. Cette année-là, il s'adjuge aussi le Tour du Centre Var, le Chrono de Tauxigny ainsi que des étapes du Tour d'Auvergne et du Tour de Mareuil-Verteillac-Ribérac.

### 2016: première expérience professionnelle chez Klein Constantia
À l'issue de la saison 2015, il signe un contrat professionnel avec l'équipe continentale tchèque Klein Constantia.
Au premier semestre 2016, il gagne la dernière étape du Tour de l'Alentejo au Portugal et la première du Circuit des Ardennes. Il remporte ensuite le Tour de Berlin et la 3e étape de Paris-Arras Tour. Durant l'été, il s'illustre de nouveau en s'adjugeant la troisième étape de la Course de Solidarność et des champions olympiques disputée en Pologne. Le 19 juillet 2016, il est promu avec deux de ses coéquipiers dans l'équipe principale, Quick-Step Floors, dès la saison 2017. Au second semestre, il s'adjuge un second titre de champion de France du contre-la-montre espoirs.

### 2017-2018: les débuts en World Tour avec Quick-Step Floors
Pour ses débuts sous ses nouvelles couleurs, il réalise son premier coup d'éclat en s'emparant du maillot de leader du Tour de Belgique à l'issue de la quatrième et avant-dernière étape remportée par le coureur néerlandais Maurits Lammertink. Il doit cependant abandonner le précieux paletot le lendemain mais termine tout de même second de cette course.
Au mois de mars 2018, il gagne la course belge À travers la Flandre-Occidentale-Johan Museeuw Classique devant son coéquipier français Florian Sénéchal.

### 2019: premières victoires en World Tour

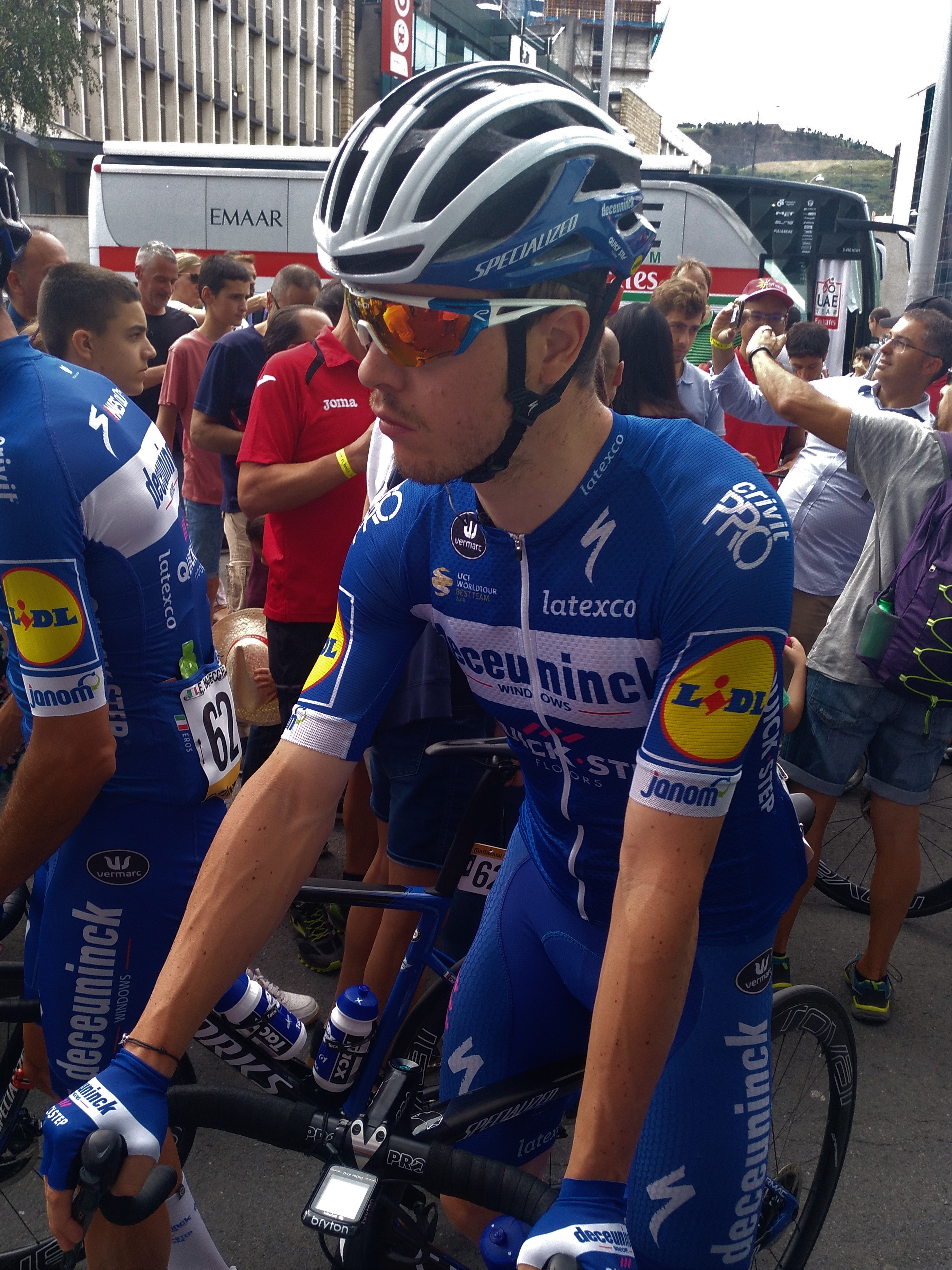
Rémi Cavagna lors de la Vuelta 2019.

En mai 2019, il gagne sa première victoire sur le World Tour en remportant la troisième étape du Tour de Californie, après plus de 70 kilomètres d'échappée en solitaire. Il est sélectionné en septembre pour les championnats du monde.
En fin de saison, il participe à sa première Vuelta. Il finit à une remarquable 3e place lors du contre-la-montre entre Pau et Jurançon, finissant à 27 secondes du vainqueur, Primož Roglič, qui s'empare alors de la tunique rouge de leader. Lors de la 17e étape, il fait partie d'une échappée d'une cinquantaine de coureurs dont 6 de ses coéquipiers, il va donc travailler rudement durant la journée pour aider son leader Philippe Gilbert. Ce dernier va concrétiser le travail de ses nombreux équipiers en remportant une nouvelle victoire d'étape et Remi Cavagna va même en profiter pour finir l'étape à une très belle troisième place. Deux jours plus tard, lors de la 19e étape, il se met de nouveau en lumière, mais cette fois en remportant l'étape. Il s'impose en solitaire en partant seul de l'échappée à 26 km du but, en franchissant de peu la ligne d'arrivée à Tolède, 5 secondes avant le sprinter Sam Bennett. Il remporte ainsi sa première victoire sur un grand Tour et sa deuxième victoire sur le circuit UCI World Tour 2019.
Le 5 septembre, le sélectionneur Thomas Voeckler le retient dans sa liste pour les Mondiaux au Yorkshire, où il doit épauler Julian Alaphilippe.

### 2020: champion de France du contre-la-montre

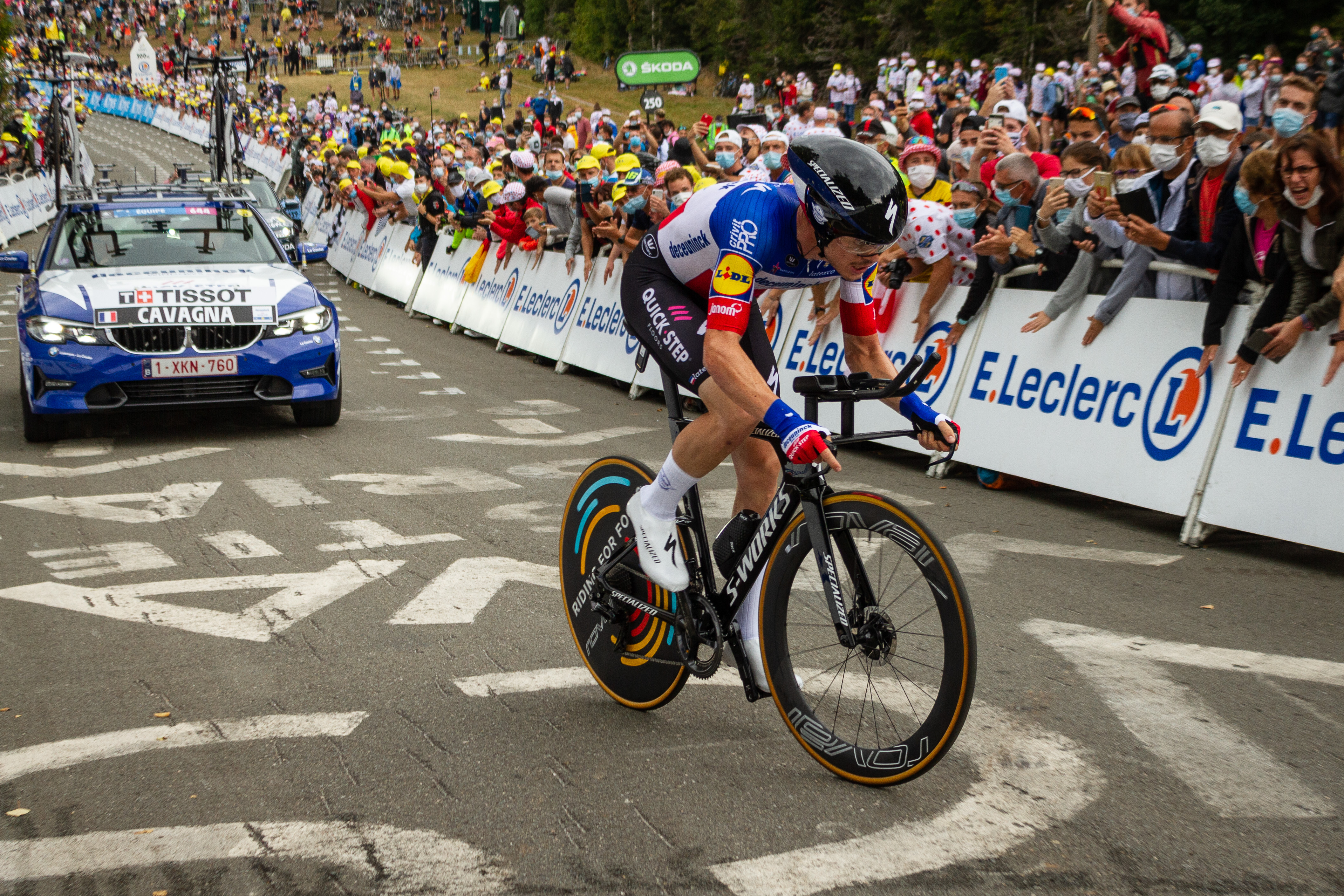
Rémi Cavagna lors du contre la montre de la Planche des Belles Filles, sur le Tour 2020.

Fin février, il gagne en solitaire la Classic de l'Ardèche après une longue échappée sous la pluie, avec 2 minutes et 51 secondes d'avance sur Tanel Kangert. En août, il remporte le titre de champion de France du contre-la-montre devant Benjamin Thomas et Bruno Armirail puis se classe deuxième du championnat d'Europe de cette spécialité quelques jours plus tard à Plouay dans le Morbihan.
Lors du Tour de France disputé à la fin de l'été, il se fait notamment remarquer lors de la 19e étape par une longue échappée de 130 kilomètres récompensée par le prix journalier de la combativité et, le lendemain, en terminant sixième – et premier Français – du contre-la-montre à une minute 59 du vainqueur, Tadej Pogačar.
Il se classe septième, à 48 secondes du vainqueur, du contre-la-montre des championnats du monde 2020, disputés le 25 septembre à Imola en Italie.
S'il ne termine enfin le Tour d'Espagne qu'à la quatre-vingt quatrième place du classement général à plus de trois heures du vainqueur, il remporte néanmoins le prix de la combativité de cette épreuve et est classé à la dix neuvième place du classement de la montagne.

### 2021: champion de France sur route
Le 2 mai, il remporte à Fribourg la dernière étape du Tour de Romandie : c'est sa première victoire sur un contre-la-montre en World Tour. Il ambitionne alors de prendre une semaine plus tard le maillot rose à l'issue du contre-la-montre inaugural du Tour d'Italie, mais il termine cinquième de cette étape, battu de 18 secondes par le champion du monde Filippo Ganna,. Lors du contre-la-montre final, à Milan, Cavagna semble capable de remporter l'étape devant Filippo Ganna quand il chute à 400 mètres de l'arrivée : il termine deuxième à 12 secondes du vainqueur d'étape.
Le 17 juin, il perd son titre aux championnats de France du contre-la-montre, arrivant à cinq minutes du vainqueur Benjamin Thomas. Trois jours après cette déception, Rémi Cavagna remporte le titre de champion de France de l'épreuve en ligne, à Épinal. Figurant dans l'échappée matinale, il s'en extirpe seul à 14 km de l'arrivée et franchit la ligne avec une minute d'avance sur ses poursuivants,.
Il est sélectionné par Thomas Voeckler pour la course en ligne et le contre-la-montre des Jeux olympiques. Non retenu pour le Tour de France, il bénéficie d'une préparation spécifique pour ces Jeux notamment concernant les conditions climatiques mêlant chaleur et humidité et peut arriver au Japon plusieurs jours avant l'épreuve. Ne finissant pas la course en ligne, il constitue une possibilité de médaille pour la délégation française en contre-la-montre. Sur un parcours vallonné,, il est un temps dans les 10 premiers de l'épreuve avant de finir 17e à plus de 3 minutes 30 secondes du vainqueur Primož Roglič. Il regrette après la course de ne pas avoir pu se servir du Tour de France comme étape dans sa préparation.
Le 14 août, Cavagna remporte le contre-la-montre de Katowice, lors du Tour de Pologne (en World Tour). Quatre jours plus tard, Deceuninck-Quick Step annonce que le contrat de Cavagna est étendu jusqu'en fin d'année 2023. Fin septembre, il participe aux mondiaux de Louvain en Belgique. Après un contre-la-montre décevant, il participe à la course en ligne. Dans le cadre de la stratégie d'équipe, Cavagna doit attaquer à 200 kilomètres de l'arrivée pour durcir la course, ce qu'une crevaison l'empêche de faire. À l'arrivée, son chef de file Julian Alaphilippe remporte son deuxième titre consécutif,.

### 2022: blessure et saison décevante
En décembre 2021, à l'occasion d'un stage de pré-saison en Espagne, Rémi Cavagna est victime d'un accident qui lui occasionne une fracture de la première vertèbre lombaire sans lésions neurologiques mais nécessitant une intervention chirurgicale. Durant sa récupération, il s'associe avec un club de la région AURA, le CR4C Roanne pour lancer une cyclosportive à son nom "La Rémi Cavagna au Cœur de la Loire".
En juin 2022, il finit deuxième au contre-la-montre des championnats de France de cyclisme sur route 2022.
Il est présélectionné mais ne participe finalement pas au Tour de France 2022.
Initialement sélectionné pour le contre-la-montre et la course en ligne des championnats du monde 2022, il se classe onzième du contre-la-montre. Il est ensuite remplacé par Benoît Cosnefroy pour la course en ligne.

### 2023: première victoire sur une course par étapes
Rémi Cavagna aborde 2023 avec l'ambition d'obtenir des résultats sur les classements généraux de courses à étapes d'une semaine. Son début de saison est marqué par une deuxième place derrière Stefan Küng mais devant Filippo Ganna et le champion du monde de la spécialité Tobias Foss lors du contre-la-montre du Tour de l'Algarve. Faisant de Paris-Nice un objectif, il s'y classe 35e. Présent ensuite sur la Semaine internationale Coppi et Bartali , il y remporte en solitaire la première étape après une échappée en solitaire de plus de 30 kilomètres. Membre de l'équipe de France présente aux championnats du monde de cyclisme sur route, il s'adjuge la médaille d'argent du contre-la-montre par équipes en relais mixte avec ses équipiers d'un jour : Bruno Armirail, Bryan Coquard, Juliette Labous, Audrey Cordon-Ragot et Cédrine Kerbaol.
En septembre, Rémi Cavagna remporte en solitaire la première étape du Tour de Slovaquie. Il porte durant quatre jours le maillot de leader d'une épreuve dont il remporte le classement général et où toutes les étapes sont remportées par des coureurs de Soudal Quick-Step.

### 2024: une saison ratée chez Movistar
En octobre 2023, Movistar annonce recruter Cavagna pour trois saisons,. Cependant, dès le début de saison, son nouvel environnement ne lui convient pas. Il explique : « Dès mars/avril, cela ne fonctionnait pas dans l'équipe. Très tôt, il y a eu des complications. L'équipe n'était pas satisfaite de moi, je ne l'étais pas non plus d'elle. ». En difficulté mentalement, il met de côté son entrainement en contre-la-montre, son point fort et ne décroche qu'un seul top 10 sur l'ensemble de la saison 2024. Il rompt son contrat avec la formation espagnole à la fin de l'année 2024, après avoir trouvé un accord à l'amiable.

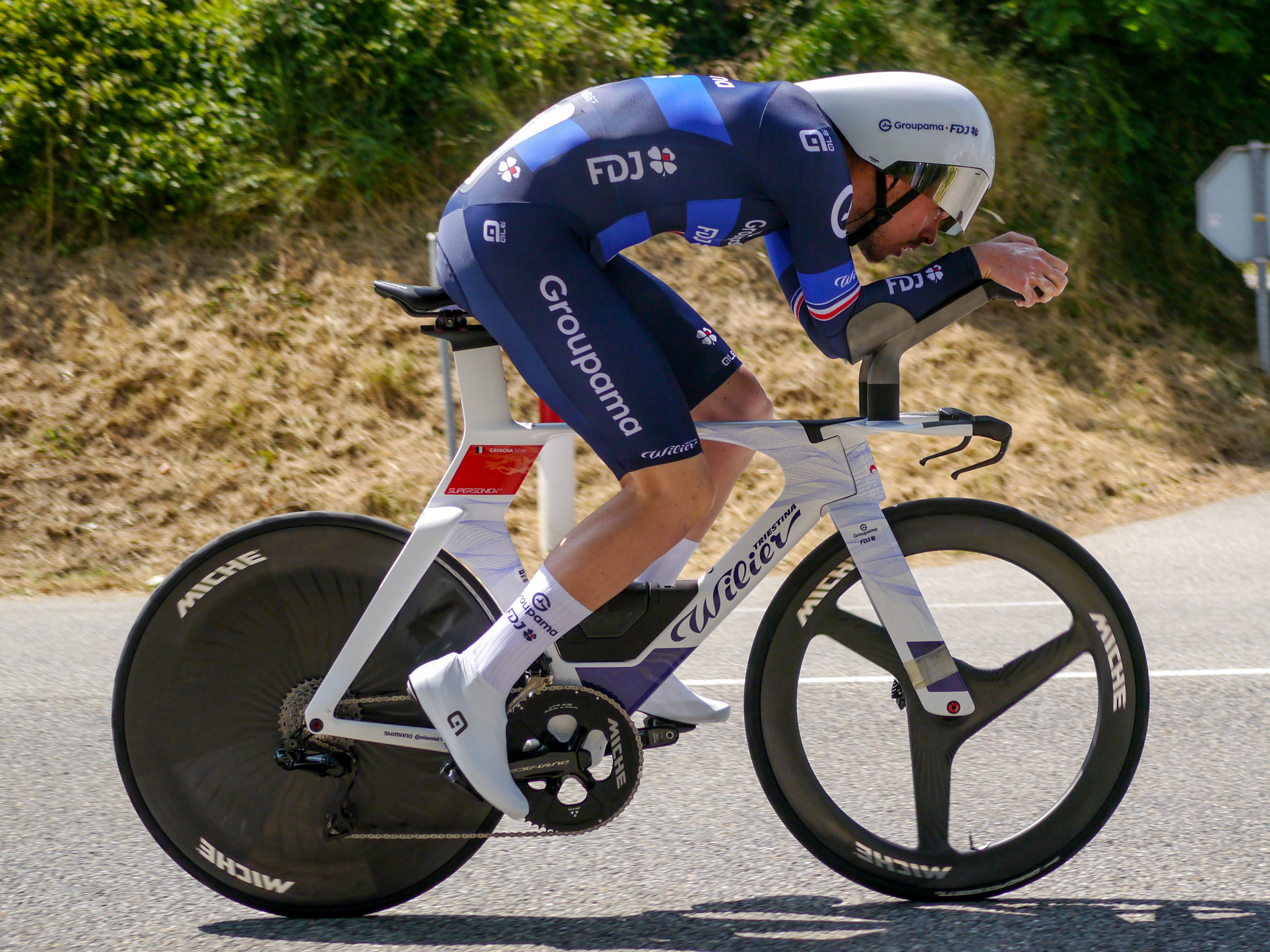
Rémi Cavagna sur le contre-la-montre du Critérium du Dauphiné 2025.

### 2025: Groupama-FDJ
En 2025, il rejoint l'équipe World Tour française Groupama-FDJ, avec l'objectif de relancer sa carrière. Pour son début de saison, il participe au Tour du Gard et se classe deuxième du traditionnel contre-la-montre d'Alès. Ensuite, sur le Tour de l'Algarve, il réalise une moins bonne performance en terminant seulement à la 20e place du chrono final, vallonné. À l'occasion du Tour de Romandie en mai, il fini 9e du contre-la-montre à moins de 40 secondes de Remco Evenepoel. Un mois plus tard, cette fois sur le Critérium du Dauphiné, il termine une nouvelle fois dans le top 10 du chrono sur la 4e étape.

## Style
Rémi Cavagna est un excellent rouleur comme le démontrent ses deux victoires en World Tour remportées après de nombreux kilomètres parcourus en solitaire. C'est également un excellent équipier, notamment lors des étapes de plaine où ses capacités à mener le peloton profitent à ses sprinters. Il a hérité ses capacités cardiaques hors normes de son passé de coureur à pied.
Sa régularité en contre-la-montre à partir du Critérium du Dauphiné 2019 fait qu'il est considéré comme un des meilleurs rouleurs du monde.
Il n'est en revanche pas à l'aise pour frotter.

## Palmarès

### Palmarès amateur
| - 2012 - 3e du championnat de France du contre-la-montre juniors - 2013 - 2e étape du Tour du Pays d'Olliergues (contre-la-montre) - 2e étape du Trophée Centre Morbihan - 3e du Trophée Centre Morbihan - 3e du championnat d'Europe du contre-la-montre juniors - 2014 - Champion de France universitaire du contre-la-montre - 3e étape du Tour de Mareuil-Verteillac-Ribérac (contre-la-montre) - 2e du championnat de France du contre-la-montre espoirs - 2e du Chrono des Nations-Les Herbiers-Vendée espoirs - 2015 - Champion de France du contre-la-montre espoirs - Tour du Centre Var - 3e étape du Tour de Mareuil-Verteillac-Ribérac (contre-la-montre) - 2e étape du Tour d'Auvergne (contre-la-montre) - Chrono de Tauxigny - 2e de la Boucle du Pays de Tronçais - 3e de La Commentryenne - 8e du championnat d'Europe du contre-la-montre espoirs | - 2016 - Champion de France du contre-la-montre espoirs - 5e étape du Tour de l'Alentejo - 1re étape du Circuit des Ardennes international - Tour de Berlin : - Classement général - 2e étape - 3e étape du Paris-Arras Tour - 3e étape de la Course de Solidarność et des champions olympiques - 2e du Paris-Arras Tour - 3e du championnat d'Europe du contre-la-montre espoirs |  |

### Palmarès professionnel
- 2017
  - 2e du Tour de Belgique
- 2018
  - A travers la Flandre-Occidentale-Johan Musseuw Classique
  - 4e du Tour du Guangxi
- 2019
  - 3e étape du Tour de Californie
  - 19e étape du Tour d'Espagne
- 2020
  -  Champion de France du contre-la-montre
  - Classic de l'Ardèche
  -  Prix de la combativité du Tour d'Espagne
  -  Médaillé d'argent du championnat d'Europe du contre-la-montre
  - 7e du championnat du monde du contre-la-montre
- 2021
  -  Champion de France sur route
  - 5e étape du Tour de Romandie (contre-la-montre)
  - 6e étape du Tour de Pologne (contre-la-montre)
  - 9e du championnat d'Europe du contre-la-montre
- 2022
  - 2e du championnat de France du contre-la-montre
  - 6e du Tour de Pologne
- 2023
  -  Champion d'Europe du contre-la-montre en relais mixte
  -  Champion de France du contre-la-montre
  - 1re et 5e (contre-la-montre) étapes de la Semaine internationale Coppi et Bartali
  - Tour de Slovaquie : 
    - Classement général
    - 1re étape

  -  Médaillé d'argent du championnat du monde du contre-la-montre par équipes en relais mixte
  - 8e du championnat d'Europe du contre-la-montre

## Résultats sur les grands tours

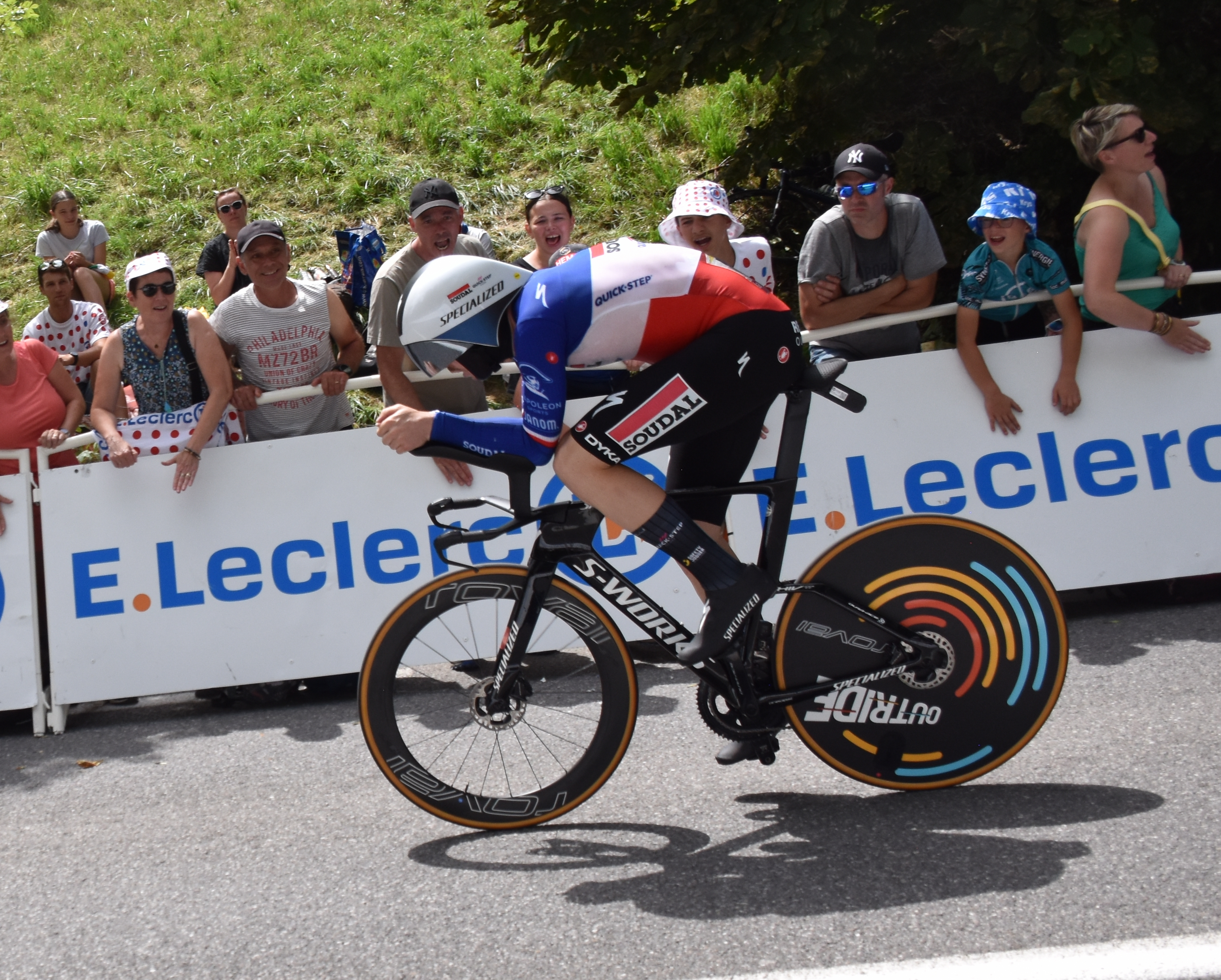
Rémi Cavagna -Tour de France 2023. contre la montre individuel.

### Tour de France
2 participations
- 2020 : 113e
- 2023 : 106e

### Tour d'Italie
2 participations
- 2018 : 115e
- 2021 : 68e

### Tour d'Espagne
3 participations
- 2019 : 52e, vainqueur de la 19e étape
- 2020 : 84e,  vainqueur du prix de la combativité
- 2022 : 104e

## Résultats sur les courses d'un jour
Ce tableau présente les résultats de Rémi Cavagna sur les différentes compétitions internationales et les championnats de France.
| Légende | Légende | Légende | Légende     | Légende | Légende              | Légende | Légende       |
| ------- | ------- | ------- | ----------- | ------- | -------------------- | ------- | ------------- |
| AB      | Abandon | HD      | Hors-délais | -       | Pas de participation | ×       | Pas d'épreuve |

| Année | Championnats de France CLM | Championnats de France | Championnats d'Europe CLM | Championnats du monde CLM | Championnats du monde | Jeux olympiques | Jeux olympiques CLM |
| ----- | -------------------------- | ---------------------- | ------------------------- | ------------------------- | --------------------- | --------------- | ------------------- |
| 2017  | 36e                        | 16e                    | -                         | -                         | -                     | ×               | ×                   |
| 2018  | 15e                        | 12e                    | -                         | -                         | -                     | ×               | ×                   |
| 2019  | 5e                         | 35e                    | -                         | -                         | AB                    | ×               | ×                   |
| 2020  | Vainqueur                  | -                      | 2e                        | 7e                        | -                     | ×               | ×                   |
| 2021  | 23e                        | Vainqueur              | 9e                        | 14e                       | AB                    | AB              | 17e                 |
| 2022  | 2e                         | 33e                    | -                         | 11e                       | -                     | ×               | ×                   |
| 2023  | Vainqueur                  | AB                     | 8e                        | 26e                       | AB                    | ×               | ×                   |
| 2024  | 4e                         | AB                     |                           |                           |                       | -               | -                   |

## Classements mondiaux
| Année                                 | 2015  | 2016 | 2017 | 2018 | 2019 | 2020 | 2021 | 2022 | 2023 | 2024  |
| ------------------------------------- | ----- | ---- | ---- | ---- | ---- | ---- | ---- | ---- | ---- | ----- |
| UCI World Tour                        |       | nc   | 245e | 144e |      |      |      |      |      |       |
| Classement mondial                    |       | 469e | 271e | 234e | 292e | 107e | 164e | 272e | 124e | 1870e |
| UCI Europe Tour                       | 1243e | 276e | 172e | 358e | 238e | 90e  | 140e | 221e | nc   | nc    |
| UCI Asia Tour                         | nc    | 444e | nc   | 386e |      |      |      |      |      |       |
| UCI America Tour                      | nc    | nc   | nc   | 207e |      |      |      |      |      |       |
|                                       |       |      |      |      |      |      |      |      |      |       |
| Légende : nc = non classéSource : UCI |       |      |      |      |      |      |      |      |      |       |